# Пурпурный олигодон
Пурпурный олигодон (лат. Oligodon purpurascens) — вид змей из семейства ужеобразных.
Общая длина составляет 90 см. Окраска тела коричневого цвета с тёмными седловидными пятнами, окаймленными чёрным. Края чешуи, особенно по бокам туловища, нередко подчёркнуты красным или тёмно-коричневым, благодаря чему окраска становится очень пёстрой. Иногда вдоль позвоночника могут тянуться едва заметные дымчатые полосы. На голове выраженная характерная тёмная поперечная «маска», которая проходит от края верхней челюсти через глаз. Иногда её задняя часть сливается с треугольным пятном на шее.
Обитает в первичных и вторичных дождевых тропических лесах. Нередко держится вблизи поселений человека. Встречается на высоте до 1600 метров над уровнем моря. Активен в сумерках и ночью, днём прячется под камнями, стволами поваленных деревьев и корягами. Питается яйцами птиц и пресмыкающихся.
Яйцекладущая змея. Самка откладывает 8—13 яиц.
Вид распространён в Индонезии, Малайзии, Сингапуре, Таиланде и на юге Китая.